# Pabiržė
Pabiržė è una città del distretto di Biržai della contea di Panevėžys, a est di Naciūnai e sulla strada statale 125 che conduce a Biržai, nel nord-est della Lituania. Secondo un censimento del 2011, la popolazione ammonta a 300 abitanti.
È il centro più importante dell’omonima seniūnija.

## Nome
Il nome del centro abitato deriva dalla vicina città di Biržai (la radice è la stessa). Dall'inizio del XIX secolo, fu anche chiamata Rastauskine o Rastauskyne, dal nome della famiglia Rastauskai che donò la propria dimora alla comunità locale.

## Storia
Pabiržė è menzionata per la prima volta in atti ufficiali nel XVI secolo, nel 1515 circa. Una prima chiesa in legno fu costruita per volere di Mikołaj III Radziwiłł, vescovo di Samogizia. Nel 1645, fu costruito un cortile alla parrocchia. Una nuova chiesa di legno fu poi costruita in un’altra zona dell’insediamento. Il 22 ottobre 1674, il vescovo Mikalojus Stephen Pacas di Vilnius nominò Andrius Maciejevicius sacerdote di Pabiržė, noto per essersi fermamente impuntato contro la diffusione del protestantesimo.
Nel 1772, iniziò la costruzione di una chiesa in pietra, completata nello stesso anno e fu poi costruito il campanile nel 1777. 
Nel 1871, fu istituita una scuola elementare pubblica a Pabiržė e una delle banche in Lituania.
Nel dicembre del 1905, alcuni contadini locali protestarono contro il governo zarista. Durante la prima guerra mondiale, i tedeschi stabilirono in tal luogo un quartier generale e un campo medico. Nel nuovo cimitero di Pabiržė sono sepolti sia i soldati russi che quelli tedeschi, oltre a P. Kubilius, un volontario delle forze armate lituane, morto in battaglia con i Bermontininkai, alcuni soldati impiegati de facto dall’esercito tedesco nell’ex Ober Ost.
Nel 1923, fu istituita una scuola dal governo della Repubblica lituana. Nel 1930, fu realizzato un monumento dedicato a Vitoldo il Grande e due anni dopo uno per Motiejus Valančius. 
In epoca sovietica, tali busti furono demoliti e ricostruiti solo dopo il ripristino dell'indipendenza (1991). Inoltre, nel 1986, per decisione delle autorità, il comune di Pabiržė fu abolito e assorbito da Likėnai. Tre anni dopo, fu riseparato da Likėnai e divenne così nuovamente autonomo.

## Galleria d’immagini

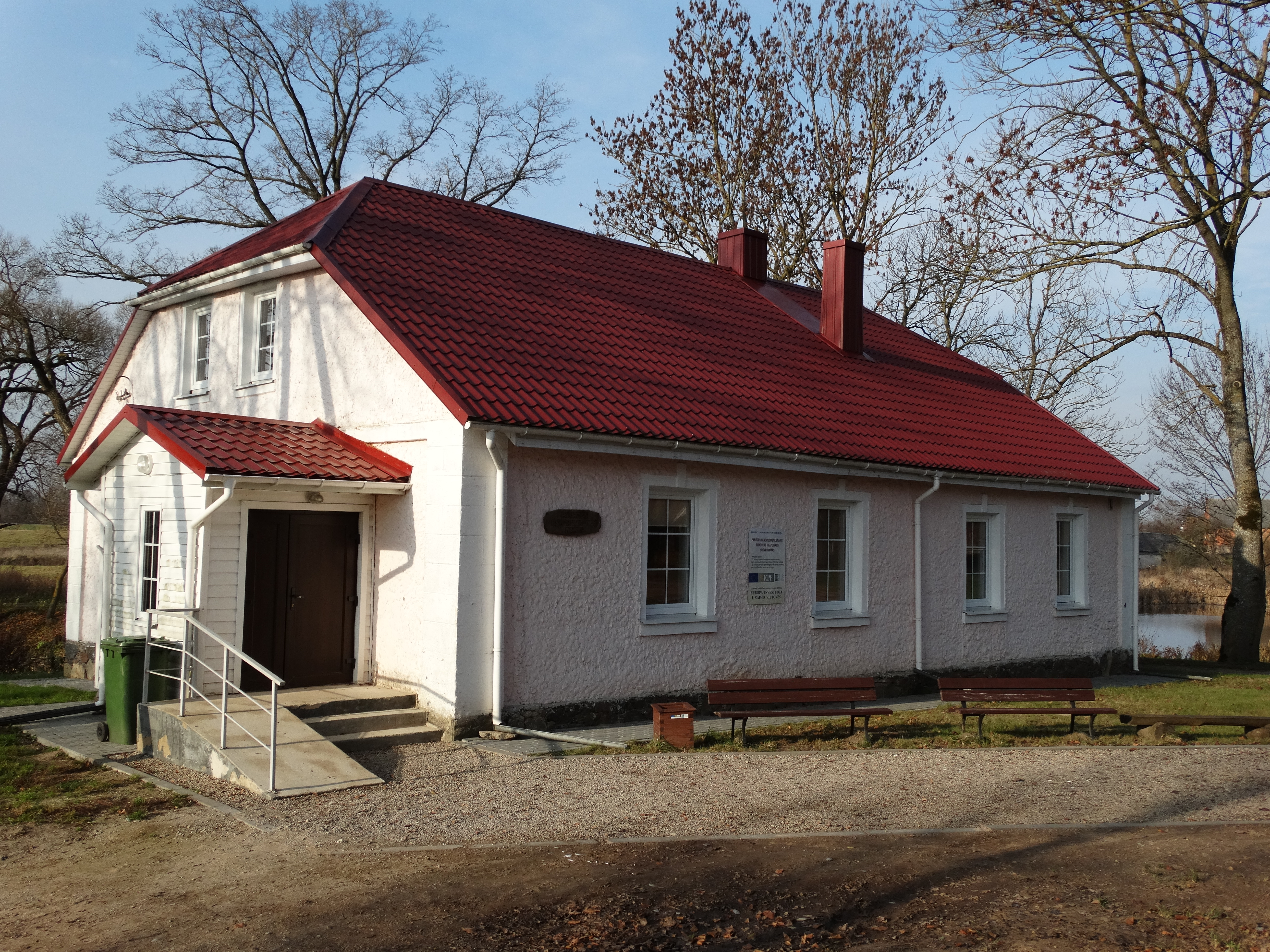
Casa della cultura
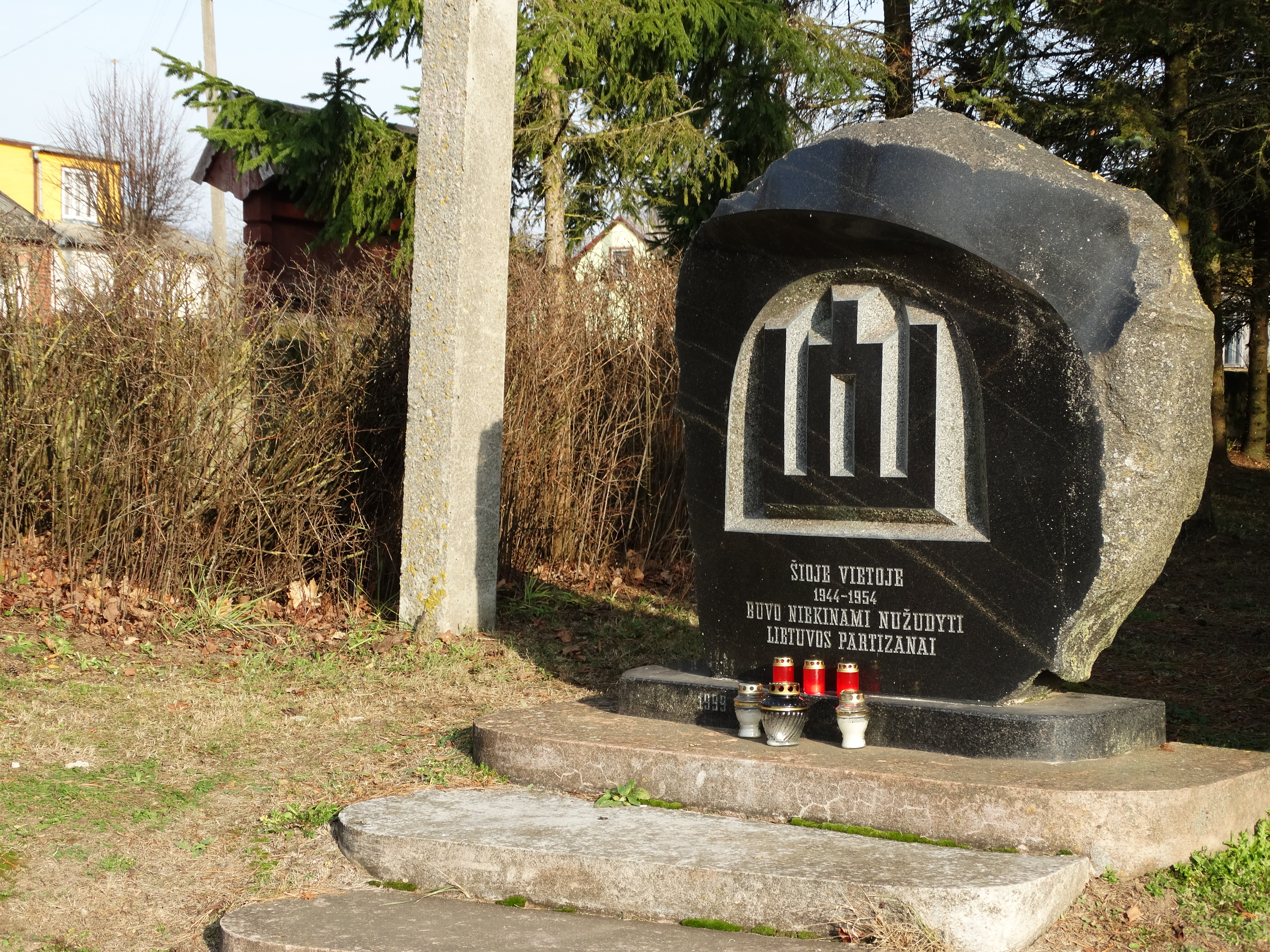
Monumento ai partigiani lituani
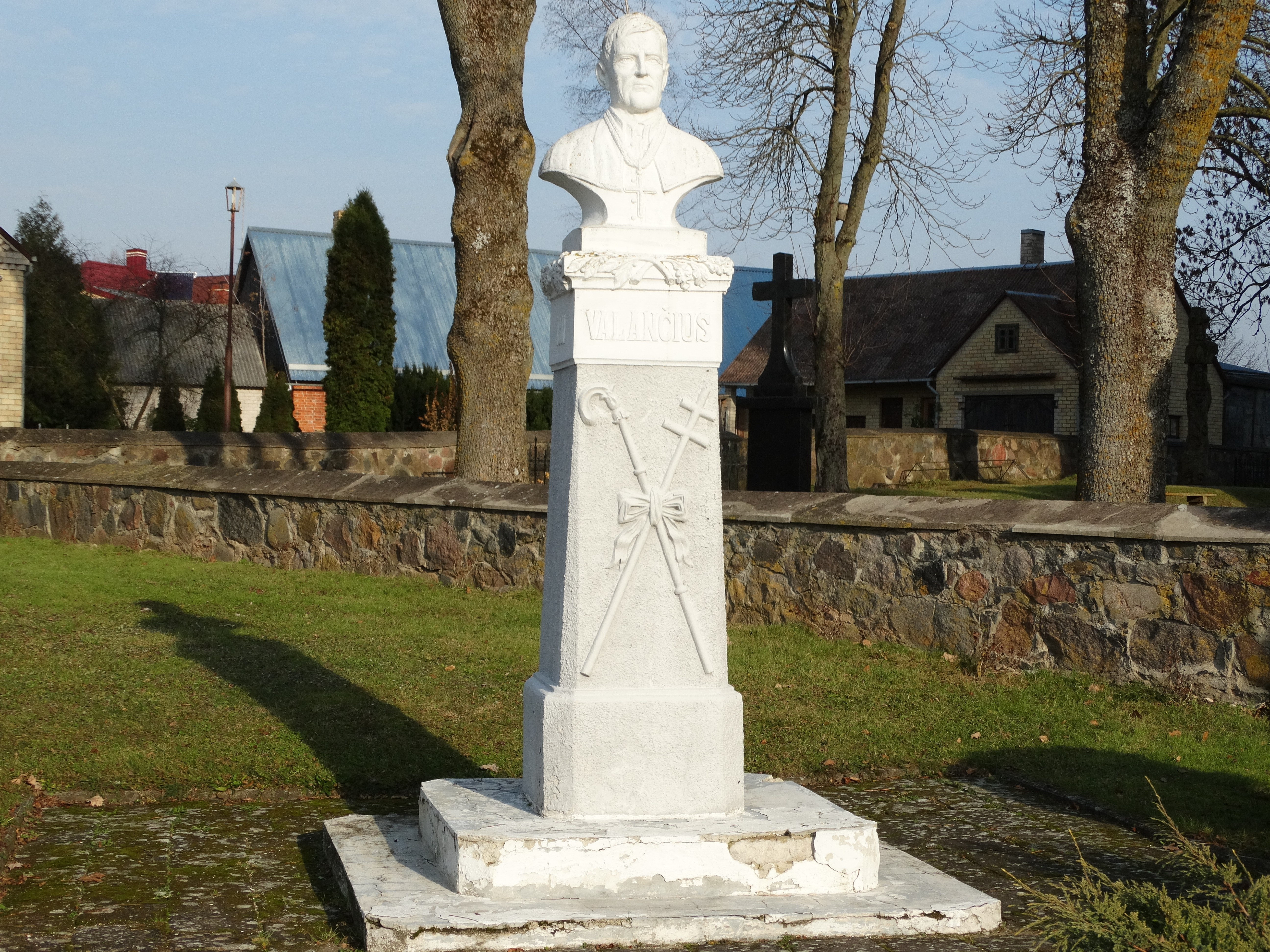
Busto di Valančius del 1932
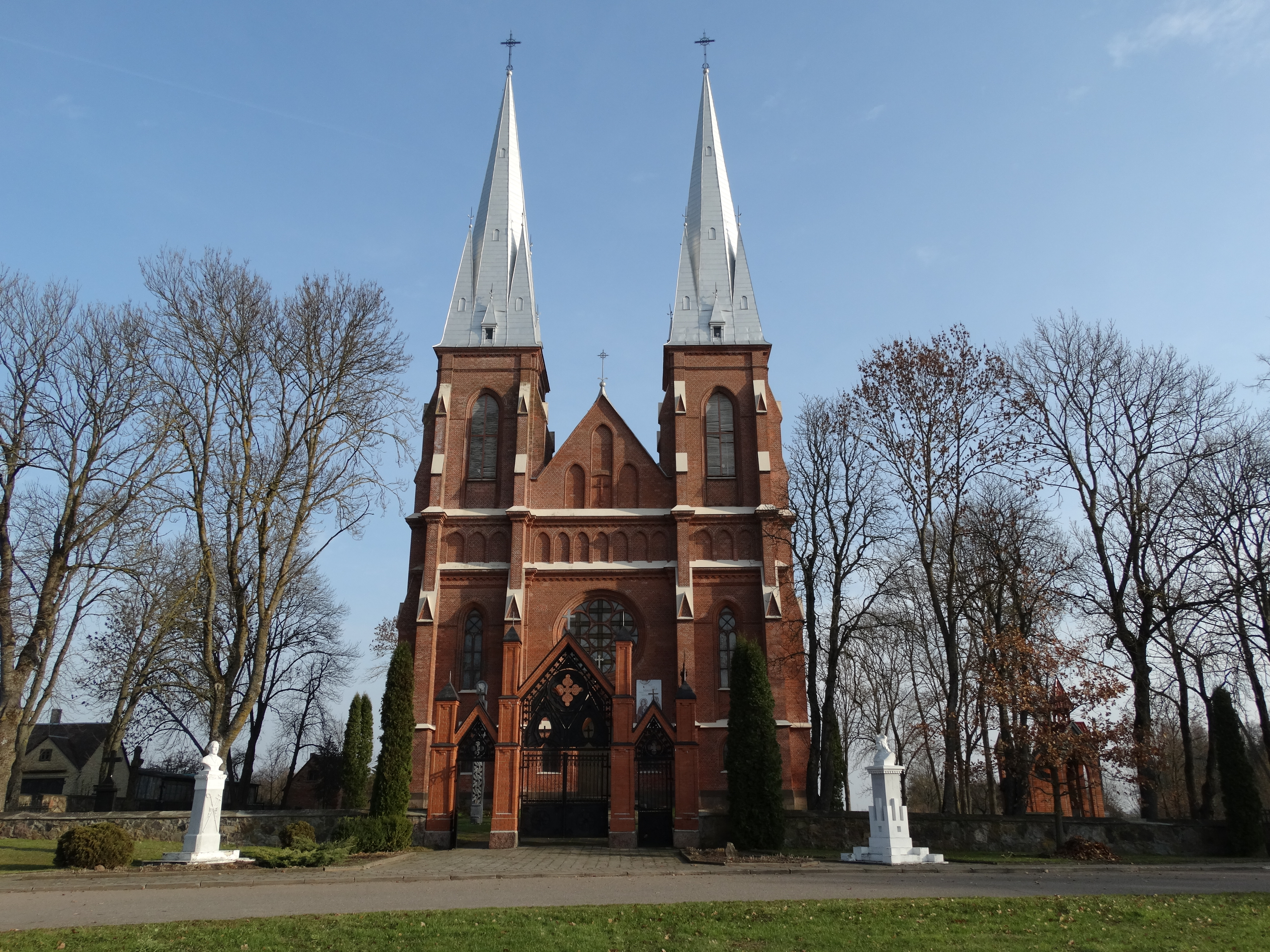
Chiesa cittadina
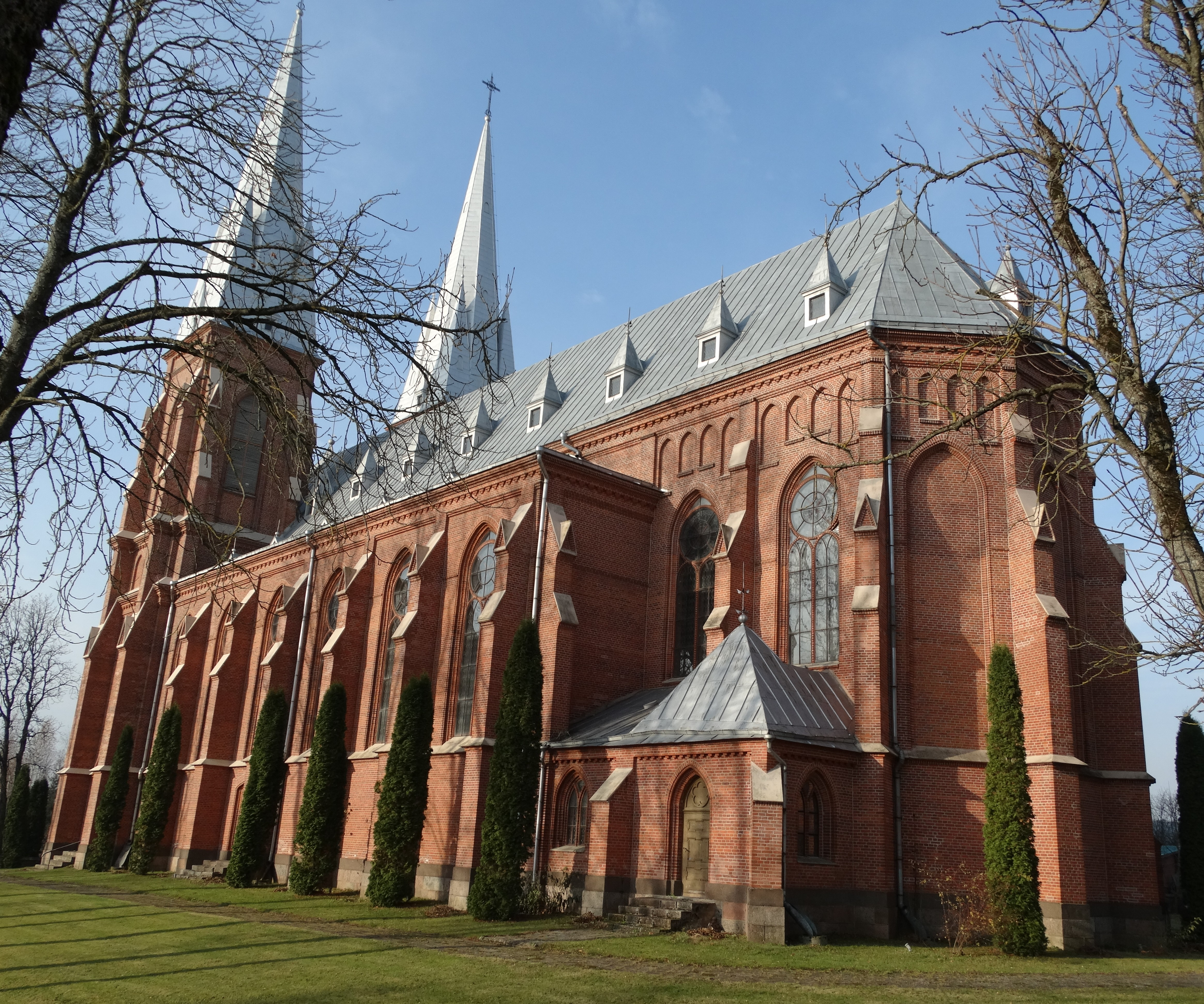
Abside